# Leo Thun
Leo von Thun-Hohenstein gróf (Magyarországon elterjedt névalakjában: Leo Thun; Tetschen (ma: Děčín), Csehország, 1811. április 7. – Bécs, 1888. december 17.) osztrák politikus, vallás- és közoktatásügyi miniszter, író.  Hazánkban elsősorban a neveléstörténetben jelentős szerepet játszó oktatási reform, az Organisationsentwurf (közismertebb nevén Entwurf) révén ismert.

## Névalakjai
Neve sokféle formában előfordul.  Keresztneve eredetileg Leopold volt, de a családban csak Leónak szólították, amit később hivatalosan is felvett, és a Leopold Leo nevet viselte. Általában azonban ezután is Leo néven említették.

## Pályája
A régi német Thun und Hohenstein grófi családból származott.  Jogot végzett, és a prágai udvari kancellárián, majd Galíciában dolgozott. 1848 első felében a tartományi kormányzóság elnöke (kormányzó) volt Prágában. Május 29-én kormányt alakított a nemzeti komité tagjaiból, de a  pünkösdi felkelés (június 12) alatt a forradalmár diákok elfogták. A felkelést hat nap múlva Windisch-Grätz herceg leverte.
1849. július 28-án vallás- és közoktatásügyi miniszterré nevezték ki; e minőségében Ausztria és Magyarország közoktatását is irányította egészen 1860. október 20-áig, amikor Ferenc József az októberi diploma kiadásával egyidejűleg felmentette, és érdemei elismeréseként a Lipót-rend nagykeresztjével tüntette ki. Minisztersége tehát lényegében egybeesett a Haynau- és a Bach-korszakkal. Később sem hagyta el a politikát: tagja volt a felsőháznak és három ízben (1861–1867, 1870, 1883–1889) a cseh tartományi gyűlésnek. Konzervatív katolikusként ellenezte a kiegyezést és a dualizmust.
Minisztersége alatt teljesen átszervezte az oktatásügyet és a bécsi tudományos akadémiát. Reformjának egyes elemei a mai napig élnek közoktatásunkban.
Nevéhez fűződik a sokat bírált 1855-ös konkordátum, melynek megszüntetése ellen 1870-ben hevesen küzdött.
1857-ben Innsbruck díszpolgára lett.

## Az Entwurf
Thun pályájának legfontosabb mérföldköve – egyúttal a magyar oktatásügy történetének egyik legfontosabb dokumentuma – az ausztriai gimnáziumok és reáliskolák működését átszervező 1849-es rendelet, amelyet hamarosan Magyarországra is kiterjesztettek. Az Entwurf a korábbi felsőfokú képzés egy részének középszintre helyezésével bevezette a nyolcosztályos gimnázium és a hatosztályos reáliskola rendszerét, a képesítéshez kötött szaktanári rendszert és az érettségi vizsgát. A tanítás nyelvévé az intézmény székhelyén élő lakosság többségének anyanyelvét tette. Ettől azonban Thun már 1855-ben visszakozott, amikor a német nyelvű tanítást kezdte erőltetni, de ez a magyar iskolák ellenállása miatt csak részben valósulhatott meg, s az 1860-as októberi diplomával végleg kudarcot vallott.

## Értékelése
Tevékenységét sok kritika érte, de hamar megmutatkoztak reformjainak maradandó elemei is. Modernizálta a köz- és felsőoktatást, bevezette a szaktanári rendszert, de tanárvizsgát minisztersége alatt Magyarországon nem, csak a Habsburg Birodalom más országaiban lehetett tenni, ami megnehezítette a rendszer kiépítését hazánkban. Abszolutisztikus, központosító törekvései mellett az erőszakos németesítés és a papság oktatásügyi befolyásának növelése is kivívta kritikusainak ellenszenvét.

## Művei
- Über den gegenwärtigen Stand der böhmischen Literatur. Prága, 1842
- Die Stellung der Slowaken in Ungarn beleuchtet. Prága, 1843